# Echinophora spinosa

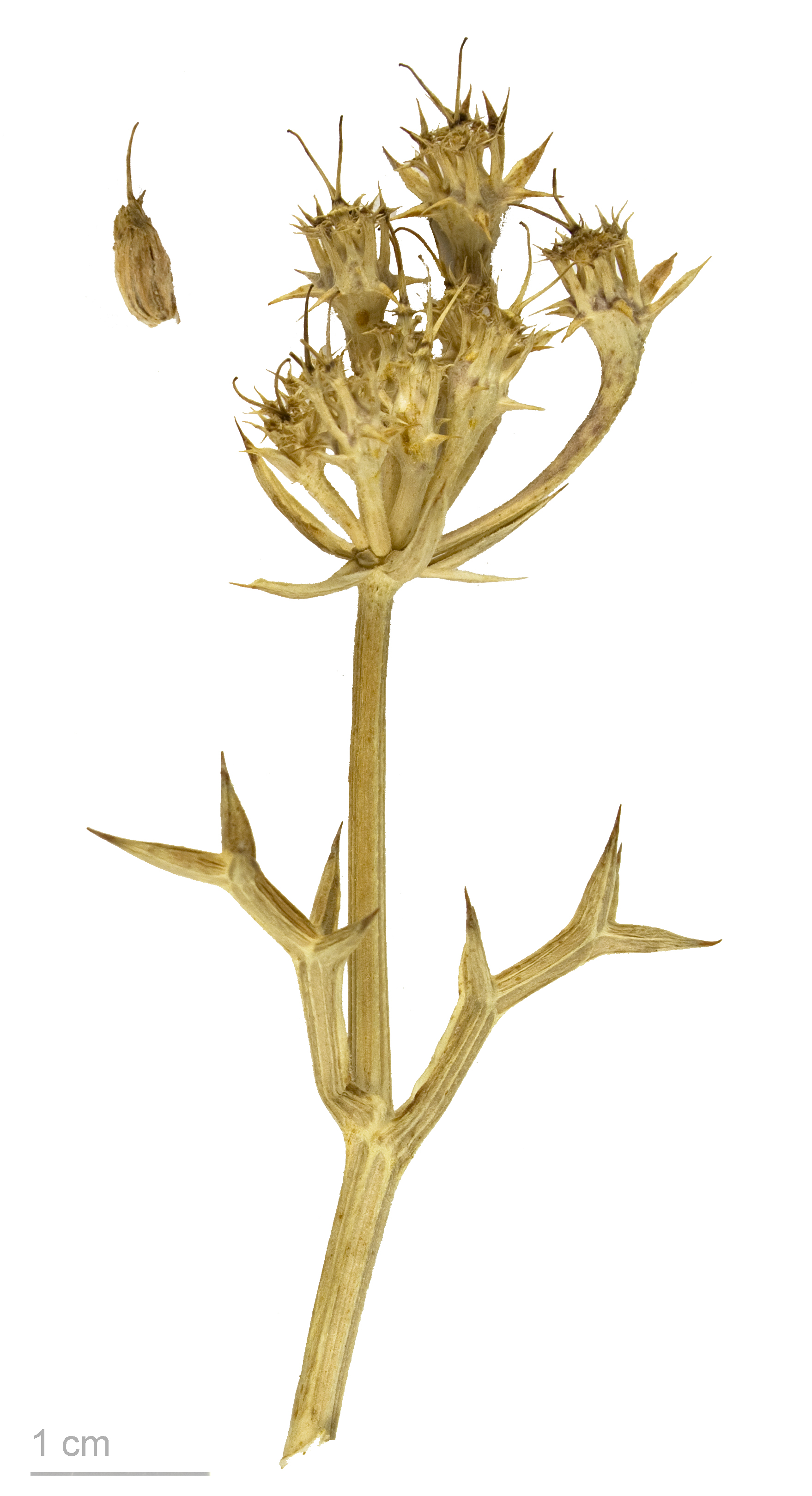
Echinophora spinosa

Echinophora spinosa es una especie de plantas pertenecientes a la familia Apiaceae. 

## Descripción
Es una hierba perenne, que alcanza un tamaño hasta de 70 cm de altura y 100 cm de diámetro, carnosa, rígida, profusamente ramificada, espinosa, con pubescencia localizada en algunos órganos. Cepa leñosa, subterránea, sin restos fibrosos. Tallos sólidos, ± asurcados o estriados, hasta de 2 cm de diámetro en la base, algo zigzagueantes superiormente, con numerosas ramas alternas. Hojas de  4-22 x 3-10 cm, alternas, pinnatisectas o bipinnatisectas, con 4-10 segmentos opuestos, ± lineares o linear-lanceolados (de 1,5-3 mm de diámetro), triquetros –la cara superior subacanalada– y terminados en espinas, a menudo pubérulas a lo largo de nervios y márgenes de las vainas, que son blanquecinos; las basales escasas o nulas en la antesis; las caulinares inferiores amplexicaules y con vaina hinchada. Umbelas subplanas o algo cóncavas con 5-12 radios desiguales, pubérulos –a veces densamente–, con pedúnculo de 2,5-8 cm. Brácteas 5-8, linear- lanceoladas, persistentes, rígidas –nervio medio prominente terminado en espina larga–, con margen blanquecino ciliolado. Bractéolas  desiguales, persistentes, las externas mayores. Pedicelos de las flores masculinas hasta de 7 mm en la fructificación. Cáliz con dientes espinescentes, los de las flores masculinas desiguales (de 1-2 mm). Pétalos blancos, a menudo con una franja purpúreo-violácea en torno al nervio medio, pubérulos, los externos de las flores exteriores de la umbélula mayores. Estilos hasta de 6 mm, divaricados. Fruto casi totalmente incrustado en el receptáculo engrosado, con tejido esponjoso, con un solo mericarpo , con costillas apenas marcadas.

## Distribución y hábitat
Se encuentra en los arenales marítimos; a una altitud de 0-50 metros en la región mediterránea (costas del E de España, S de Francia, Córcega, Cerdeña, Sicilia, Península Italiana, costas del Adriático, Argelia). 

## Taxonomía
Echinophora spinosa fue descrita por Carlos Linneo y publicado en Species Plantarum 339. 1753.

## Nombre común
- Castellano: zanahoria bastarda (2), zanahoria marina.[4]